# Afrixalus osorioi
Afrixalus osorioi là một loài ếch trong họ Hyperoliidae. Tên tiếng Anh thông dụng của nó là Angola banana frog và Osorio's spiny reed frog.
Nó được tìm thấy ở Angola, Cộng hòa Dân chủ Congo, Kenya, Uganda, có thể cả Burundi, và có thể cả Rwanda.
Các môi trường sống tự nhiên của chúng là các khu rừng ẩm ướt đất thấp nhiệt đới hoặc cận nhiệt đới, đầm nước, đầm nước ngọt, đầm nước ngọt có nước theo mùa, vườn nông thôn, và các khu rừng trước đây bị suy thoái nặng nề.